# Philonotis cordifolia
Philonotis cordifolia là một loài rêu trong họ Bartramiaceae. Loài này được Paris mô tả khoa học đầu tiên năm 1910.